# Túpolev Tu-144
El Túpolev Tu-144 (en ruso: Ту-144; designación OTAN: Charger) fue el primer avión supersónico de pasajeros del mundo. Fue construido de forma independiente por la Unión Soviética, por el fabricante de aviones Túpolev. El primer vuelo de un prototipo de pruebas del Tu-144 se llevó a cabo el 31 de diciembre de 1968 cerca de Moscú, dos meses antes que el primer vuelo del Concorde de Francia y Reino Unido, que estaba siendo construido de forma paralela y al que superaba en tamaño, peso, velocidad y capacidad, pero no en autonomía y alcance porque los primeros diseños consumían mucho combustible en vuelo supersónico. 
El Tu-144 superó por primera vez la barrera del sonido el 5 de junio de 1969 y por segunda vez el 15 de julio de 1969, convirtiéndose así en el primer transporte comercial que excedió la velocidad de Mach 1. Asimismo, el 26 de mayo de 1970 se convirtió también en el primer transporte comercial en exceder la velocidad de Mach 2.

## Historia y servicio comercial

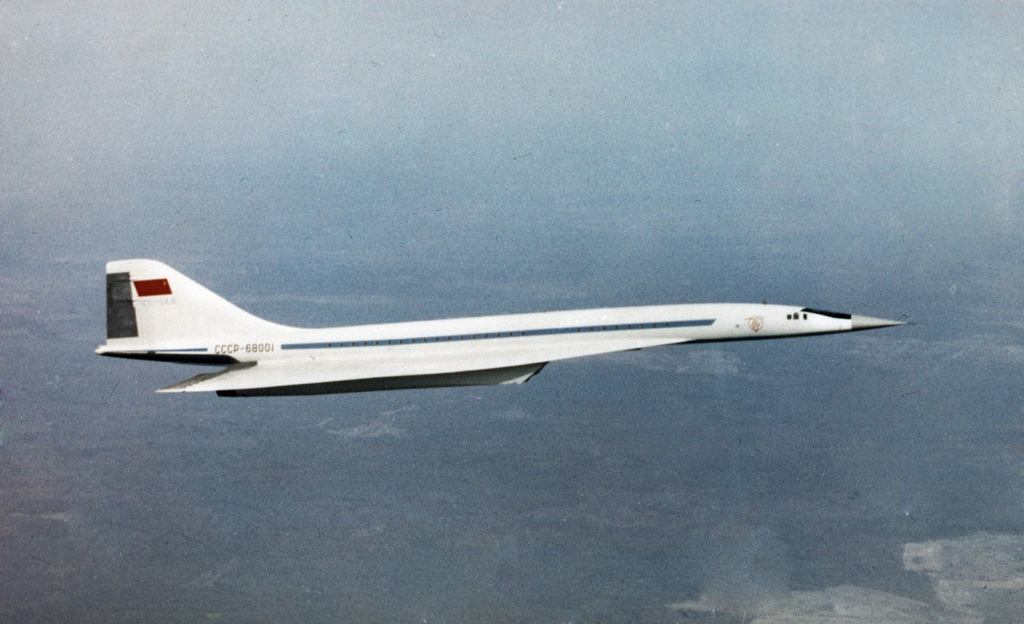
Prototipo de Túpolev Tu-144 volando el 1 de febrero de 1969.

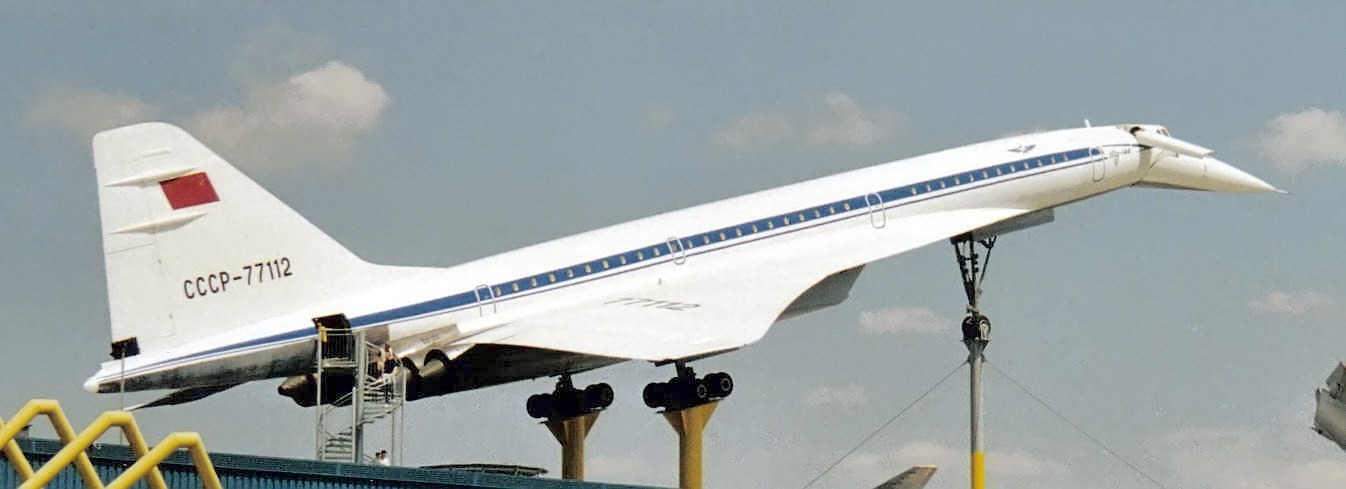
Túpolev Tu-144 que se conserva como muestra en un museo de Sinsheim (Alemania)

Los trabajos de diseño del Tu-144 comenzaron en los años 1960 y en 1965 siendo presentado en forma de maqueta en el Salón Aeronáutico de Le Bourget (París), donde seis años antes se había presentado la maqueta del proyecto del Concorde. El primer prototipo (CCCP-68001) realizó su primer vuelo de pruebas el 31 de diciembre de 1968 y durante unos años se mantuvo en pruebas.
Llegó a ser el primer avión comercial de la historia en llegar a la velocidad de mach 1 y mach 2, por delante del Concorde en ambos casos. El primer avión de producción en serie voló en abril de 1973 y, poco después, el 3 de junio del mismo año, la versión de producción, diseñada para tres tripulantes y 140 pasajeros como estándar, inició vuelos de calibración con carga entre Moscú y Almá-Atá hasta el 26 de diciembre de 1975.
A partir del 22 de febrero de 1977, el Tu-144 fue utilizado en una serie de 50 vuelos de calibración entre Moscú y Jabárovsk, y los primeros servicios de pasajeros, entre Moscú y Almá-Atá, comenzaron el 1 de noviembre de 1977. La segunda unidad de serie del Tu-144 sufrió un accidente en el Salón Aeronáutico de Le Bourget en Francia, en el mismo sitio donde fue presentada la maqueta años antes. En 1978 otro Tu-144 se accidentó.

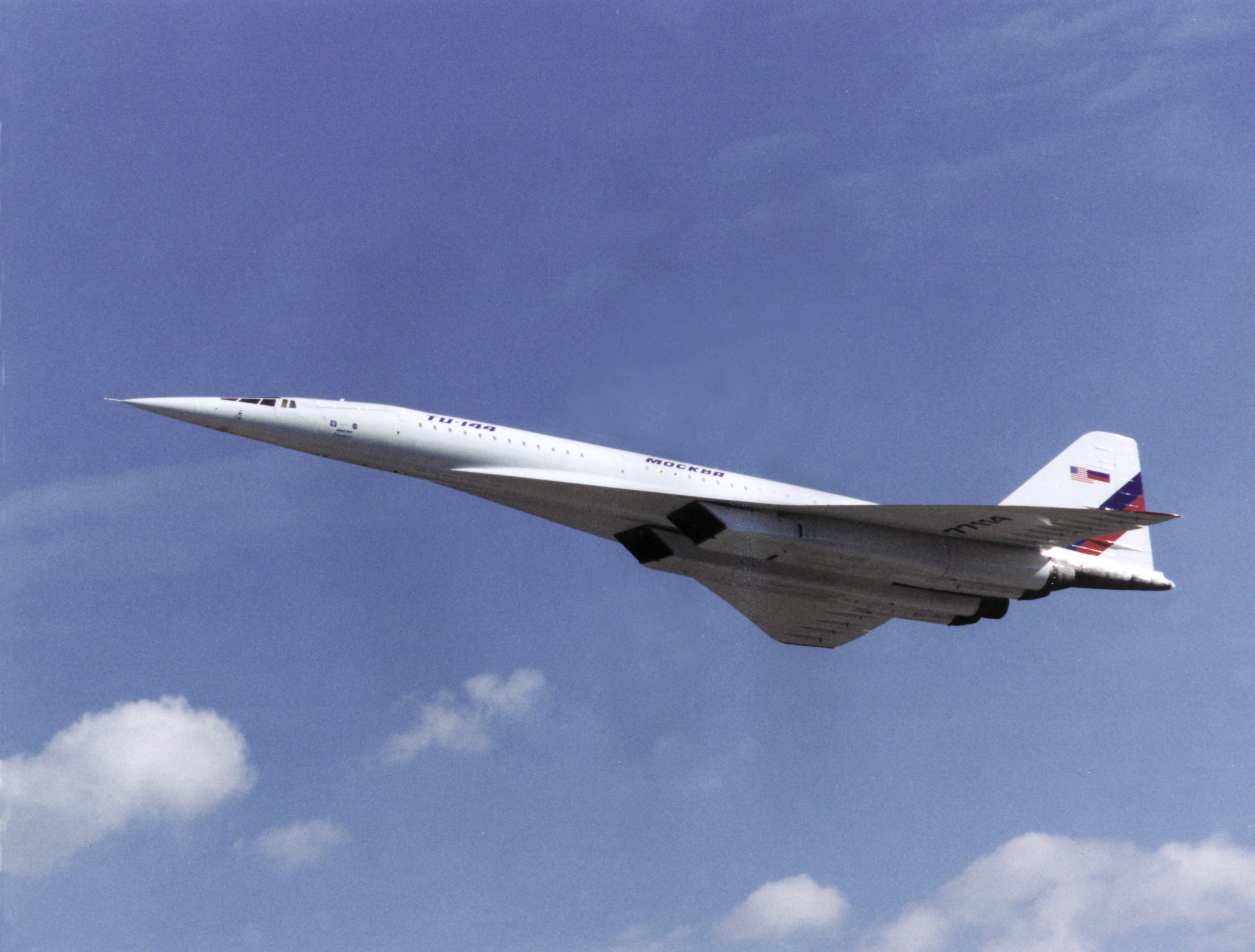
Túpolev Tu-144LL, programa experimental de la década de 1990

El servicio de carga de Aeroflot nuevamente comenzó el 23 de junio de 1979 usando la nueva variante de producción en serie Tu-144D, con nuevos motores que le daban mayor autonomía de vuelo y alcance, incluyendo rutas más largas desde Moscú a Jabárovsk, posibilitadas por la mayor eficiencia de los motores RD-36-51 que llevaba el Tu-144D. Pero estos vuelos de carga no se mantuvieron durante mucho tiempo.
Aeroflot continuó operando con el Tu-144D después del final del servicio oficial, con algunos vuelos no regulares en los años 80. Un informe mostró que el Tu-144 fue usado en un vuelo desde Crimea hasta Kiev en 1987.
Años más tarde, en 1994, se produjo la firma en Vancouver de un acuerdo por el cual la NASA modificó un Tu-144D desarrollando un conjunto de investigaciones atmosféricas con el mismo. El 29 de noviembre de 1996 se llevó a cabo el primer vuelo del avión modificado, llamado Tu-144LL. Este programa se extendió hasta 1999, cuando fue cancelado.
Por sus altos costes de producción, desarrollo y por ser un avión muy especializado no se construyeron grandes cantidades, no se logró su venta a otros países y compañías aéreas. Además, debido a que no podía volar sin escalas desde Europa hasta América, sus vuelos estaban limitados dentro del territorio de la Unión Soviética, aunque fue un gran logro de tecnología para los soviéticos y ayudó a desarrollar otros aviones bombarderos supersónicos.

## Diseño y desarrollo

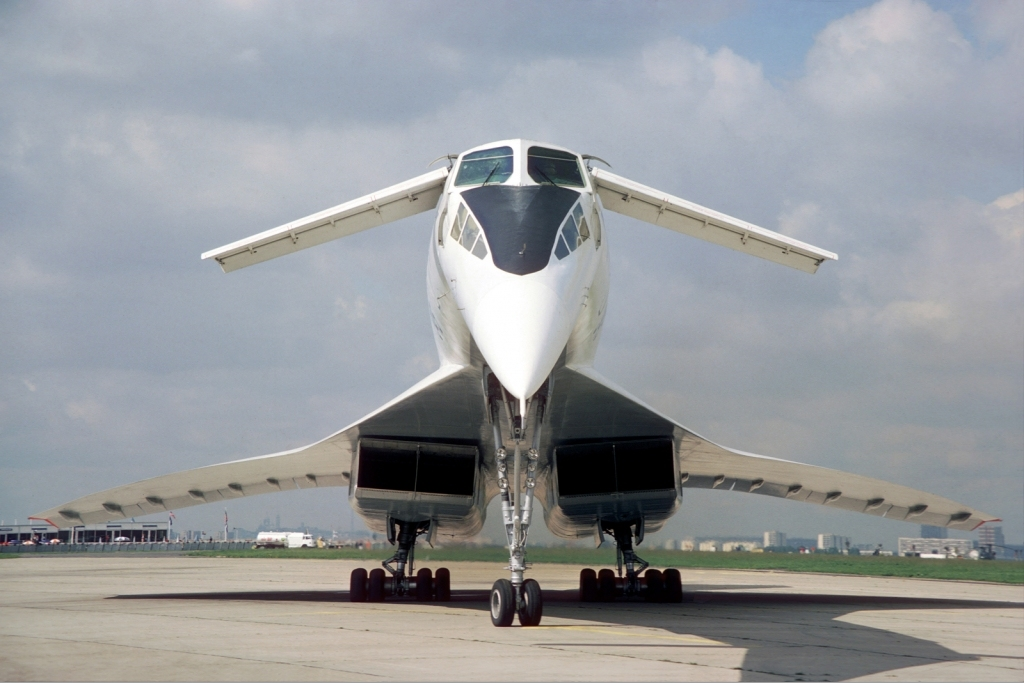
Vista de la parte delantera del Tu-144, con los distintivos canards retráctiles del "bigote" desplegados y la nariz inclinable.

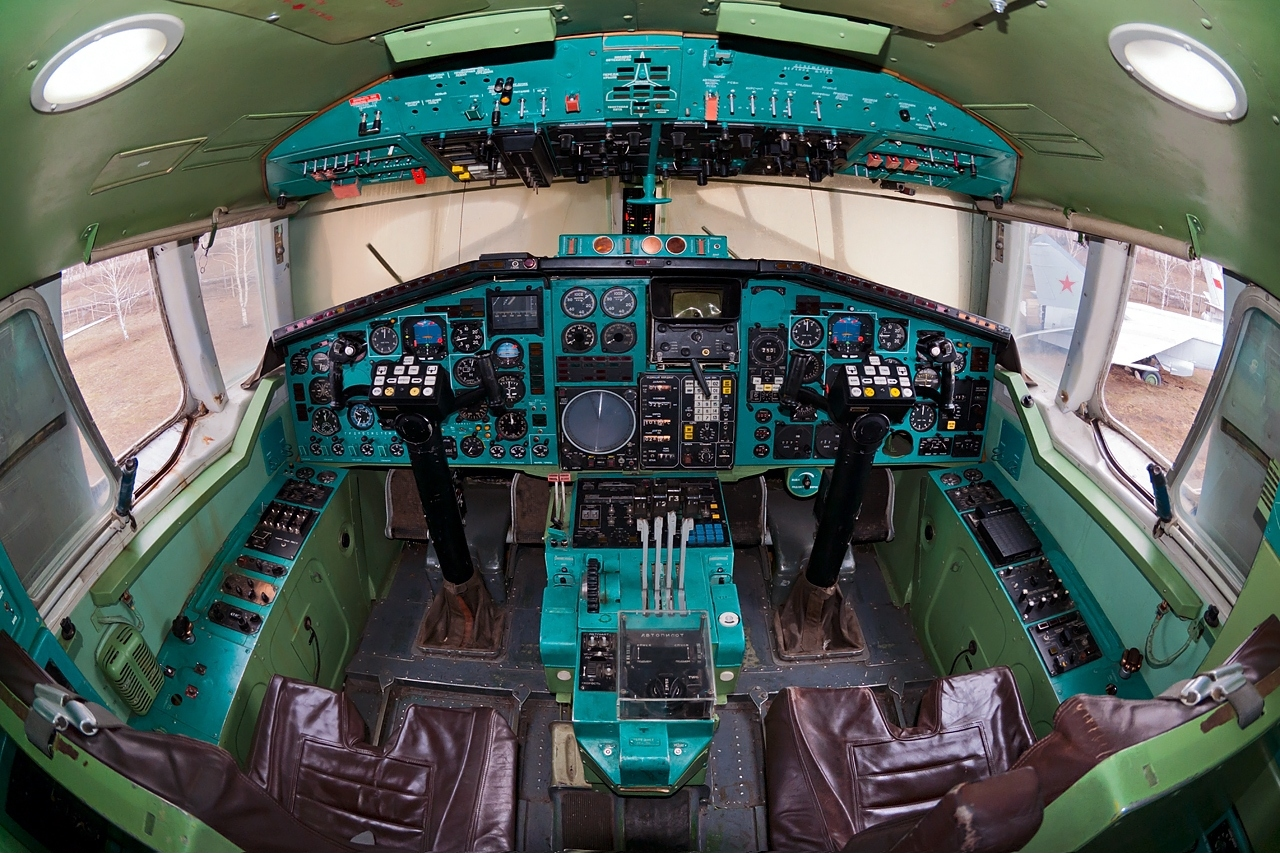
Cabina de un Tu-144.

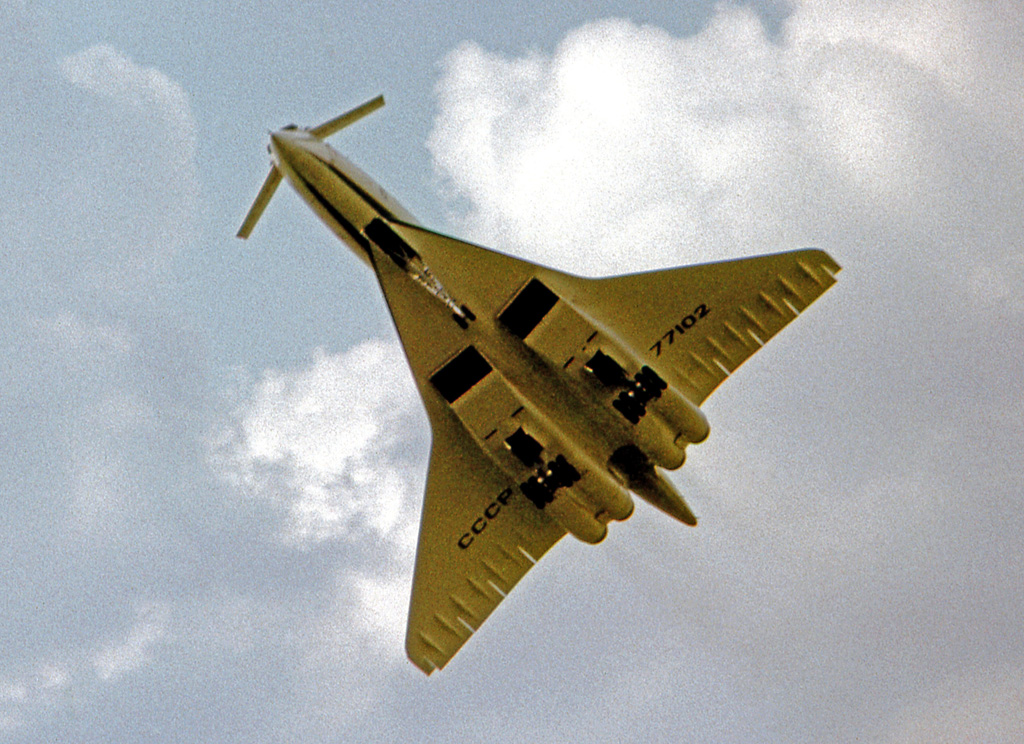
El primer Tu-144S de producción que se exhibió en el Salón Aeronáutico de París de 1973 el día antes de que se estrellara. La forma en planta y los canards de la aeronave se muestran claramente.

Se trata de un avión de transporte supersónico, con diseño de ala en delta en combinación con timones de profundidad delanteros de tipo canard y de geometría variable que se retraen sobre el fuselaje central y le permiten obtener una gran capacidad de elevación en despegues y una eficiente maniobrabilidad en los aterrizajes. Además, está equipado con 4 grandes turborreactores con postcombustión para poder alcanzar velocidad supersónica.
Las alas principales tienen un diseño especial y único en su tipo, con un borde de ataque que forma un pequeño ángulo con las alas que se extiende hasta la cabina de mando permitiendo desplazar el aire desde el fuselaje central hacia atrás de la nave para superar la barrera del sonido y obtener mayor elevación.
El fuselaje de forma circular y delgado ayuda a disipar la onda de choque en vuelo supersónico y lleva el aire hasta las alas principales, que están levemente inclinadas hacia abajo, para obtener mayor elevación, con los motores bajo las alas para capturar el aire sin interferir con el diseño de la nave, la parte delantera de la cabina, con el radomo del radar y la punta aerodinámica puede descender, para facilitar su aterrizaje, en forma similar al avión de pasajeros supersónico anglo-francés Concorde y podía subir completamente para darle un perfil aerodinámico de alta eficiencia, logrando volar al doble de la velocidad del sonido en forma sostenida.
Los potentes turborreactores están instalados bajo las alas principales, juntos en parejas y dos a cada lado, con grandes toberas de ingreso de aire a los motores para aumentar su potencia y poder enfrentar la perturbación del aire a velocidades supersónicas, permitiendo controlar las ondas de choque del aire dentro de los motores en diferente altitud y velocidad.
El tren de aterrizaje delantero tiene 2 ruedas, es alto y se guarda bajo la cabina de mando; el tren de aterrizaje principal tiene 8 ruedas a cada lado, el eje de las ruedas gira hacia adentro, girando nuevamente para alinearse con el poste del tren de aterrizaje, que se retrae hacia adelante, para ocupar menos espacio en un foso bajo los motores, en un diseño especial y único en su tipo, que aunque era muy complicado y pesado, nunca presentó problemas durante su vida operativa.
El primer diseño de pruebas no tenía los timones de profundidad delanteros de tipo canard; en él los motores estaban instalados más juntos bajo el fuselaje central y el tren de aterrizaje se guardaba bajo las alas principales, en forma parecida al diseño del bombardero Convair B-58 Hustler de Estados Unidos, pero los diseños posteriores de producción en serie instalaron el nuevo tren de aterrizaje bajo los motores y los alerones delanteros después de varias pruebas de diseño en túneles de viento.

## Especificaciones

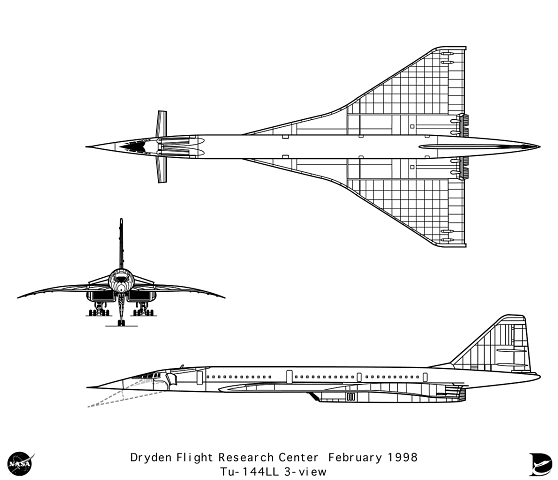
Diseños sobre papel del Túpolev Tu-144.

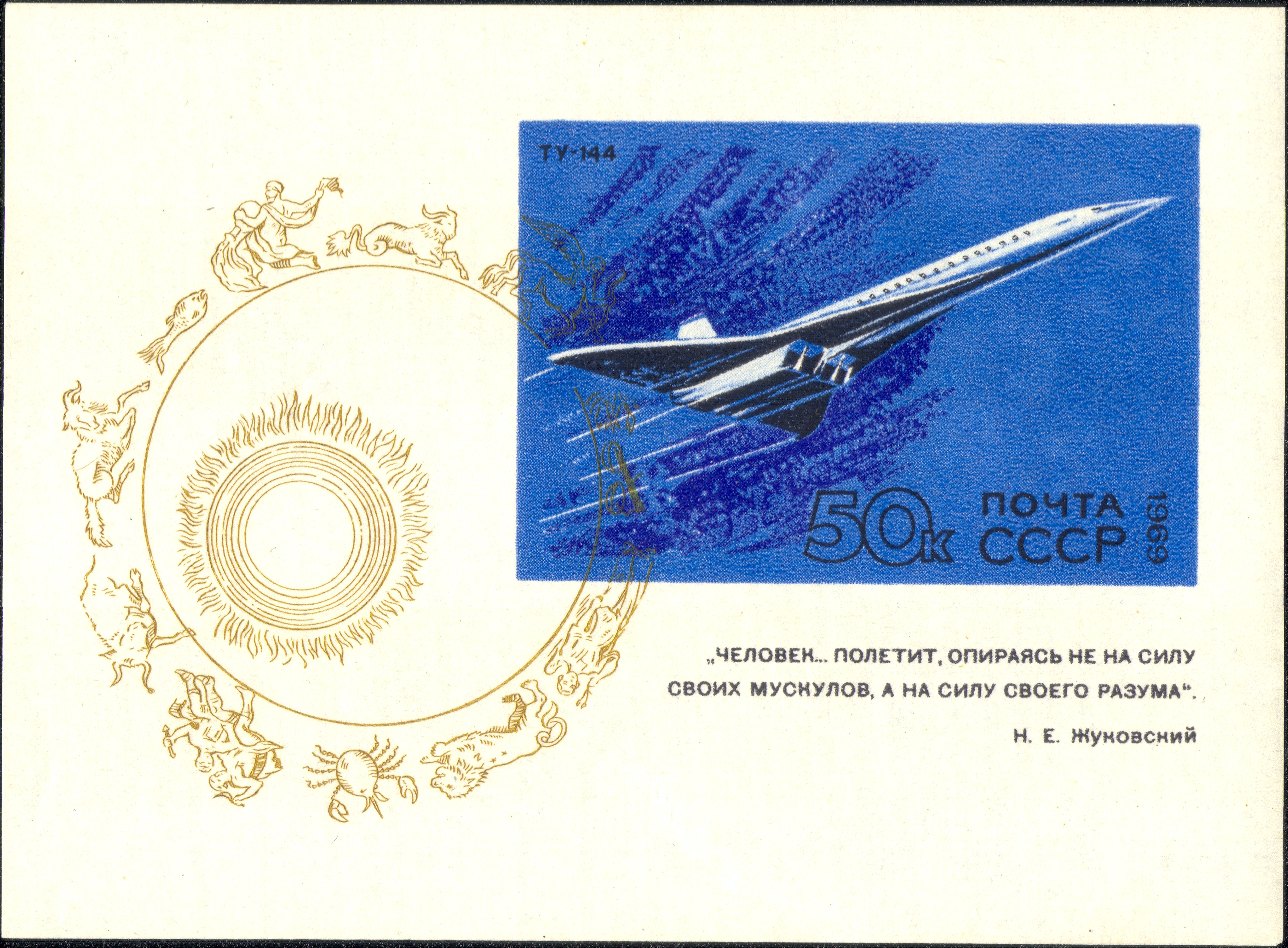
Hoja bloque del Túpolev Tu-144.

- Turborreactores y empuje generado: 
  - Tu-144 (Prototipo de 1968, 1 ejemplar):
    - 4 turbofan Kuznetsov NK-144, de 20.000 kg de empuje cada una

  - Tu-144S (de 1971 hasta 1977, 10 ejemplares):
    - 4 Kuznetsov NK-144, de 20.000 kg de potencia cada una

  - Tu-144D (de 1978 hasta 1984, 6 ejemplares):
    - 4 Koliesov RD-36-51A, de 20.000 kg de potencia cada una
- Velocidad máxima de vuelo: 2.500 km/h (Mach 2,35)
- Techo operacional: 18.000 m
- Alcance máximo: 6500 km
- Peso del avión vacío: 85 t
- Peso máximo al despegue: 180 t
- Envergadura: 28,80 m
- Longitud: 65,70 m
- Superficie alar: 507 m²

## Operadores
Unión Soviética
- Aeroflot

### Aeronaves similares
- Boeing 2707
- Lockheed L-2000
- +  Concorde

### Listas relacionadas
- Aviones de pasajeros de Túpolev: Tu-104 · Tu-114 · Tu-124 · Tu-134 · Tu-144 · Tu-154 · Tu-204 · Tu-214 · Tu-334